# Oriole Park at Camden Yards
Oriole Park at Camden Yards – stadion baseballowy w Baltimore w stanie Maryland, na którym swoje mecze rozgrywa zespół Baltimore Orioles. 
Budowę obiektu rozpoczęto w czerwcu 1989, zaś zakończono w 1992 roku. Pierwszy mecz miał miejsce 6 kwietnia 1992; Orioles podejmowali Cleveland Indians. W 1993 był areną Meczu Gwiazd. 6 września 1995 na Oriole Park w meczu z Los Angeles Angels of Anaheim Cal Ripken Jr. pobił rekord należący do Lou Gehriga, występując w 2131 kolejnych spotkaniach. 8 października 1995 na stadionie mszę odprawił papież Jan Paweł II.